# Quint Minuci Terme (cònsol)
Quint Minuci Terme (en llatí: Quintus Minucius Q. f. L. n. Thermus) va ser un magistrat romà del segleaC que formava part de la branca plebea de la gens Minúcia.
Va servir com a tribú militar amb Publi Corneli Escipió Africà Major en la guerra contra Hanníbal l'any 202 aC. El 201 aC va ser tribú de la plebs, desenvolupant la lex Acília Minúcia, que autoritzava Escipió a fer la pau amb Hanníbal. L'any 197 aC era edil curul, i aquest mateix any va ser nomenat un dels Triumviri coloniae deducendae per la fundació de sis colònies a la costa d'Itàlia. L'any 196 aC va ser nomenat pretor i va rebre la província d'Hispània Citerior on va fer la guerra per acabar amb la Revolta ibera de 197 aC i va combatre amb èxit contra els nadius a la ciutat de Turda i va rebre en conseqüència els honors del triomf quan va tornar a Roma el 195 aC.
L'any 193 aC va ser elegit cònsol amb Luci Corneli Mèrula i va obtenir com a província Ligúria, on havia esclatat una revolta. Va establir els seus quarters a Pisae i va fer la guerra decididament, però a causa de la inferioritat numèrica es va quedar a la defensiva i va estar dues vegades en greu perill. El 192 aC el seu imperium va ser prorrogat i va rebre reforços amb els quals va poder prendre la iniciativa i guanyar una victòria decisiva quan els lígurs van fer un atac sobtat de nit al seu campament. L'any 190 aC va tornar a Roma i va demanar un triomf que el senat va refusar, a petició de Marc Porci Cató Censorí que l'acusava d'haver matat a deu homes lliures i haver inventat batalles falses i exagerat el nombre d'enemics morts per poder demanar el triomf.
Luci Corneli Escipió Asiàtic el Vell el va enviar a rebre el jurament d'Antíoc III el Gran després de l'acord preliminar de pau l'any 189 aC, i el mateix any va ser nomenat pel senat com un dels comissionats que havien d'arranjar els afers d'Àsia. Va morir l'any 188 aC mentre combatia a les ordes de Gneu Manli Vulsó contra els tracis.